# Among the Mourners
Among the Mourners er en amerikansk stumfilm fra 1914.

## Medvirkende
- Chester Conklin
- Frank Opperman
- Alice Davenport
- Syd Chaplin
- Phyllis Allen